# ヨルク・カジルビエク
ヨルク・カジルビエク（Yolk Kazirbyek）はモンゴルの柔道選手。階級は60kg級。

## 経歴
それまでは2023年のグランドスラム・ウランバートル60㎏級で7位、2024年のグランドスラム・東京で5位になった程度の成績しかなかった。2025年の世界選手権では全くの伏兵ながら3位になった。
IJF世界ランキングは650ポイント獲得で59位(25/6/2現在)。

## 主な戦績
- 2023年 - グランドスラム・ウランバートル　7位
- 2024年 - グランドスラム・東京　5位
- 2025年 - 世界選手権　3位

(出典、)